# Lista de prêmios e indicações recebidos por Linkin Park
Linkin Park é uma banda formada Agoura Hills, Califórnia. Originalmente composto por três amigos de escola, Linkin Park teve sua formação inicial com Mike Shinoda, Brad Delson e Rob Bourdon. Após se formarem, os rapazes da Califórnia começaram a levar sua música mais a sério, chamando Joe Hahn, Dave "Phoenix" Farrell e Mark Wakefield para compor a banda, na época chamada Xero. Apesar dos poucos recursos disponíveis, eles começaram a gravar algumas canções no quarto de Shinoda que fora transformado em um pequeno estúdio em 1996. Tensões e frustrações dentro da banda cresceram depois que eles falharam em fechar um acordo com uma gravadora. A falta do sucesso e de direção do grupo fez com que Wakefield, que na época era o vocalista, deixasse a banda para perseguir outros projetos. Farrell também deixou a banda para sair em turnê com o Tasty Snax e outros grupos. Depois de muito tempo procurando um substituto para o lugar de Wakefield, o Xero recrutou o vocalista nativo do Arizona, Chester Bennington. Jeff Blue, vice-presidente da Zomba Music, o indicou para o grupo em março de 1999. Bennington, ex-membro do Grey Daze, se destacou por seu vocal ser potente. A banda então decidiu mudar o nome de Xero para Hybrid Theory e posteriormente para Linkin Park.
Linkin Park lançou seu álbum de estréia Hybrid Theory em 24 de outubro de 2000. Em 2002, a banda ganhou um Grammy Awards pelo Melhor Desempenho Hard Rock por "Crawling". O segundo álbum de Linkin Park, Meteora, vendeu mais de 800 mil cópias durante sua primeira semana, e classificou-se como o álbum mais vendido nas paradas da Billboard na época. "Breaking the Habit", um single do álbum, ganhou um MTV Asia Awards. "Somewhere I Belong", também do Meteora, ganhou um MTV Video Music Award. Após o sucesso do Meteora, a banda adiou trabalhar em um novo álbum de estúdio por alguns anos. Nesse tempo, a banda continuou a fazer turnês e trabalhar em projetos paralelos; Durante o mesmo período, Bennington apareceu no Estado da Arte do DJ Lethal e trabalhou com Dead By Sunrise, enquanto Shinoda trabalhou com o Depeche Mode. Em 2004, a banda trabalhou com Jay-Z para produzir um álbum intitulado Collision Course; "Numb/Encore", um single do álbum, ganhou o Grammy Award no ano seguinte, com a melhor colaboração de rap. O próximo álbum da banda Minutes to Midnight, foi lançado em 2007, apesar de inicialmente afirmar que o álbum estrearia em 2006. O álbum foi nomeado para um Prêmio TMF em 2007, "What I've Done", o primeiro single do álbum, foi nomeado para um MTV Video Music Award. O Linkin Park ganhou na categoria de Artista Internacional Favorito da Ásia em 2008 no MTV Asia Awards. Em geral, a banda recebeu 67 prêmios e 192 nomeações.

## Prêmios
| Ano  | Prêmio                                | Categoria |
| ---- | ------------------------------------- | --- |
| 2002 | Grammy Award                          | Melhor performance hard rock – "Crawling"                                                                          |
| 2006 | Grammy Award                          | Melhor colaboração de rap – "Numb/Encore"                                                                          |
| 2002 | MTV Video Music Awards                | Melhor videoclipe de rock – "In the End"                                                                           |
| 2003 | MTV Video Music Awards                | Melhor videoclipe de rock – "Somewhere I Belong"                                                                   |
| 2003 | MTV Video Music Awards                | Viewer's Choice Award – "Breaking the Habit"                                                                       |
| 2008 | MTV Video Music Awards                | Melhor videoclipe de rock – "Shadow of the Day"                                                                    |
| 2005 | MTV Video Music Awards Japan          | Melhor videoclipe em grupo – "Breaking the Habit"                                                                  |
| 2005 | MTV Video Music Awards Japan          | Melhor colaboração - "Numb/Encore" (com Jay-Z)                                                                     |
| 2003 | American Music Awards                 | Artista alternativo favorito                                                                                       |
| 2004 | American Music Awards                 | Artista alternativo favorito                                                                                       |
| 2007 | American Music Awards                 | Artista alternativo favorito                                                                                       |
| 2008 | American Music Awards                 | Artista alternativo favorito                                                                                       |
| 2012 | American Music Awards                 | Artista alternativo favorito                                                                                       |
| 2017 | American Music Awards                 | Artista alternativo favorito                                                                                       |
| 2002 | MTV Asia Awards                       | Artista inovado favorito                                                                                           |
| 2003 | MTV Asia Awards                       | Videoclipe Favorito – "Pts.OF.Athrty"                                                                              |
| 2003 | MTV Asia Awards                       | Artista alternativo favorito                                                                                       |
| 2004 | MTV Asia Awards                       | Videoclipe Favorito – "Breaking the Habit"                                                                         |
| 2004 | MTV Asia Awards                       | Peça de rock favorita                                                                                              |
| 2008 | MTV Asia Awards                       | Artista internacional favorito na Ásia                                                                             |
| 2008 | Guys Choice Awards                    | Ballsiest Band |
| 2004 | Much Music Video Awards               | Escolha do pessoal: Grupo Internacional Favorito – "Numb"                                                          |
| 2008 | Much Music Video Awards               | Melhor Vídeo de Grupo Internacional - "Bleed It Out"                                                               |
| 2002 | MTV Europe Music Awards               | Melhor Artista de Hard Rock                                                                                        |
| 2002 | MTV Europe Music Awards               | Melhor Grupo |
| 2004 | MTV Europe Music Awards               | Melhor Artista de Rock                                                                                             |
| 2007 | MTV Europe Music Awards               | Melhor Grupo |
| 2009 | MTV Europe Music Awards               | Melhor atuação no MTV World Stage                                                                                  |
| 2010 | MTV Europe Music Awards               | Melhor Artista Ao Vivo                                                                                             |
| 2011 | MTV Europe Music Awards               | Melhor Artista de Rock                                                                                             |
| 2012 | MTV Europe Music Awards               | Melhor Artista de Rock                                                                                             |
| 2013 | MTV Europe Music Awards               | Melhor atuação no MTV World Stage                                                                                  |
| 2014 | MTV Europe Music Awards               | Melhor Artista de Rock                                                                                             |
| 2001 | Billboard Music Awards                | Artista de Rock Moderno do Ano                                                                                     |
| 2002 | MTV Video Music Brasil                | Melhor Vídeo Internacional - "In the End"                                                                          |
| 2003 | MTV Video Music Brasil                | Melhor Vídeo Internacional - "Somewhere I Belong"                                                                  |
| 2004 | MTV Video Music Brasil                | Melhor Vídeo Internacional - "Numb"                                                                                |
| 2011 | MTV Game Awards                       | Melhor canção em um vídeo-game (FIFA 11) - "Blackout"                                                              |
| 2013 | O Music Awards                        | Melhor interação de vídeo - "Lost in the Echo"                                                                     |
| 2002 | Echo Awards                           | Artista Internacional/Grupo do Ano                                                                                 |
| 2008 | Echo Awards                           | Grupo Internacional do Ano                                                                                         |
| 2011 | Echo Awards                           | Melhor Grupo Internacional de Rock/Alternativo - para A Thousand Suns                                              |
| 2013 | Echo Awards                           | Melhor Grupo Internacional de Rock/Alternativo                                                                     |
| 2004 | Radio Music Awards                    | Artista do Ano: Rock Radio                                                                                         |
| 2004 | Radio Music Awards                    | Canção do Ano: Rock Alternative Radio - "Numb"                                                                     |
| 2001 | Kerrang! Awards                       | Melhor Revelação Internacional                                                                                     |
| 2003 | Kerrang! Awards                       | Melhor Ato Internacional                                                                                           |
| 2009 | Kerrang! Awards                       | Prêmio Songwriter Clássico                                                                                         |
| 2007 | Planeta Awards                        | Grupo do Ano[carece de fontes?]                                                                                    |
| 2007 | Planeta Awards                        | Melhor interpretação de vocal masculino (Chester Bennington e Mike Shinoda) - em "Bleed It Out"[carece de fontes?] |
| 2003 | Mnet Asian Music Awards               | Melhor Artista Internacional - "Somewhere I Belong"                                                                |
| 2003 | IFPI Hong Kong Top Sales Music Awards | Top 10 Melhores álbuns estrangeiros mais vendidos - Meteora                                                        |
| 2005 | IFPI Hong Kong Top Sales Music Awards | Top 10 Melhores álbuns estrangeiros mais vendidos - Collision Course (com Jay-Z)                                   |
| 2007 | IFPI Hong Kong Top Sales Music Awards | Top 10 Melhores álbuns estrangeiros mais vendidos - Minutes to Midnight                                            |
| 2001 | Emma Awards                           | Melhor Artista Estrangeiro do Ano                                                                                  |
| 2002 | Swedish Hit Music Awards              | Melhor Rock Estrangeiro                                                                                            |
| 2002 | Rockbjörnen Award                     | O Álbum Estrangeiro do Ano - Hybrid Theory                                                                         |
| 2002 | Rockbjörnen Award                     | O Grupo Estrangeiro do Ano                                                                                         |
| 2002 | World Music Awards                    | Grupo de Rock com mais Vendas no Mundo                                                                             |
| 2003 | World Music Awards                    | Grupo de Rock com mais Vendas no Mundo                                                                             |
| 2007 | World Music Awards                    | Grupo de Rock com mais Vendas no Mundo                                                                             |
| 2008 | Spike Guys' Choice Awards             | Ballsiest Band |
| 2001 | ESPN Action Sports & Music Awards     | Artista de Música do Ano (Motocross riding)                                                                        |
| 2009 | Scream Awards                         | Melhor Scream de uma Canção do Ano - por "New Divide"                                                              |
| 2015 | Loudwire Music Awards                 | Banda de Rock do Ano                                                                                               |
| 2015 | Loudwire Music Awards                 | Ação ao vivo do Ano                                                                                                |
| 2017 | Loudwire Music Awards                 | Melhor Vocalista do Ano - Chester Bennington                                                                       |
| 2018 | IHeartRadio Music Awards              | Álbum de rock do ano - One More Light                                                                              |

## Indicações
| Ano  | Nomeação                         | Categoria                                                                                        |
| ---- | -------------------------------- | ------------------------------------------------------------------------------------------------ |
| 2001 | MTV Video Music Awards           | Melhor direção em um videoclipe – "Crawling"                                                     |
| 2001 | MTV Video Music Awards           | Melhor videoclipe de rock – "Crawling"                                                           |
| 2002 | MTV Video Music Awards           | Videoclipe do ano – "In the End"                                                                 |
| 2002 | MTV Video Music Awards           | Melhor videoclipe de grupo – "In the End"                                                        |
| 2007 | MTV Video Music Awards           | Videoclipe editado - Igor Kovalik, para – "What I've Done"                                       |
| 2007 | MTV Video Music Awards           | Melhor Diretor – Joe Hahn, para – "What I've Done"                                               |
| 2007 | MTV Video Music Awards           | Melhor grupo                                                                                     |
| 2008 | MTV Video Music Awards           | Melhor Direção – "Shadow of the Day"                                                             |
| 2008 | MTV Video Music Awards           | Melhores Efeitos Especias - "Bleed It Out"                                                       |
| 2011 | MTV Video Music Awards           | Melhores Efeitos Especias - "Waiting for the End"                                                |
| 2012 | MTV Video Music Awards           | Melhor Vídeo de Rock – "Burn It Down"                                                            |
| 2012 | MTV Video Music Awards           | Melhores Efeitos Especias - "Burn It Down"                                                       |
| 2014 | MTV Video Music Awards           | Melhor Vídeo de Rock - "Until It's Gone"                                                         |
| 2002 | Grammy Award                     | Melhor álbum de rock – Hybrid Theory                                                             |
| 2002 | Grammy Award                     | Melhor Novo Artista                                                                              |
| 2003 | Grammy Award                     | Melhor performance instrumental de rock – "Session"                                              |
| 2010 | Grammy Award                     | Melhor performance hard rock - What I've Done                                                    |
| 2003 | American Music Awards            | Artista alternativo favorito                                                                     |
| 2003 | American Music Awards            | Artista alternativo favorito – "Session"                                                         |
| 2003 | American Music Awards            | Banda favorita de Pop/Rock                                                                       |
| 2007 | American Music Awards            | Banda favorita de Pop/Rock                                                                       |
| 2007 | American Music Awards            | Álbum favorito – Minutes to Midnight                                                             |
| 2007 | TMF Awards                       | Melhor álbum – Minutes to Midnight                                                               |
| 2007 | TMF Awards                       | Melhor rock – "Session"                                                                          |
| 2001 | MTV Europe Music Awards          | Melhor Banda de Rock                                                                             |
| 2002 | MTV Europe Music Awards          | Prêmio Web - www.linkinpark.com                                                                  |
| 2003 | MTV Europe Music Awards          | Melhor Banda de Rock                                                                             |
| 2007 | MTV Europe Music Awards          | Rock Out                                                                                         |
| 2007 | MTV Europe Music Awards          | Álbum do Ano - Minutes to Midnight                                                               |
| 2008 | MTV Europe Music Awards          | Rock Out                                                                                         |
| 2008 | MTV Europe Music Awards          | Headliner                                                                                        |
| 2009 | MTV Europe Music Awards          | Melhor Banda de Rock                                                                             |
| 2010 | MTV Europe Music Awards          | Melhor Banda de Rock                                                                             |
| 2011 | MTV Europe Music Awards          | Melhor desempenho de palco mundial                                                               |
| 2012 | MTV Europe Music Awards          | Melhor ação Norte-Americana                                                                      |
| 2014 | MTV Europe Music Awards          | Melhor desempenho de palco mundial                                                               |
| 2008 | Kids Choice Awards 2009          | Grupo Musical Favorito                                                                           |
| 2009 | Kids Choice Awards 2009          | Grupo Musical Favorito                                                                           |
| 2010 | Kids Choice Awards 2009          | Grupo Musical Favorito                                                                           |
| 2001 | Teen Choice Awards               | Melhor Canção de Rock - "One Step Closer"                                                        |
| 2002 | Teen Choice Awards               | Melhor Álbum - Hybrid Theory                                                                     |
| 2004 | Teen Choice Awards               | Melhor Canção de Rock - "Somewhere I Belong"                                                     |
| 2005 | Teen Choice Awards               | Melhor Colaboração - "Numb/Encore"                                                               |
| 2007 | Teen Choice Awards               | Melhor Grupo de Rock                                                                             |
| 2007 | Teen Choice Awards               | Melhor Canção de Rock - "What I've Done"                                                         |
| 2008 | Teen Choice Awards               | Melhor Grupo de Rock                                                                             |
| 2008 | Teen Choice Awards               | Melhor Canção de Rock - "Shadow of the Day"                                                      |
| 2009 | Teen Choice Awards               | Melhor Grupo de Rock                                                                             |
| 2011 | Teen Choice Awards               | Melhor Banda de Rock                                                                             |
| 2011 | Teen Choice Awards               | Melhor Canção de Rock - "Waiting for the End"                                                    |
| 2012 | Teen Choice Awards               | Melhor Grupo de Rock                                                                             |
| 2017 | Teen Choice Awards               | Melhor Artista de Rock                                                                           |
| 2017 | Teen Choice Awards               | Melhor Canção de Rock - "Heavy"                                                                  |
| 2001 | Billboard Music Awards           | Artista de Rock do Ano                                                                           |
| 2001 | Billboard Music Awards           | Artista Novo do Ano                                                                              |
| 2002 | Billboard Music Awards           | Duo ou Artista de Grupo do Ano                                                                   |
| 2002 | Billboard Music Awards           | Canção de Rock Moderno do Ano - "In the End"                                                     |
| 2003 | Billboard Music Awards           | Duo ou Artista de Grupo do Ano                                                                   |
| 2003 | Billboard Music Awards           | Artista de Rock Moderno do Ano                                                                   |
| 2004 | Billboard Music Awards           | Duo ou Artista de Grupo do Ano                                                                   |
| 2011 | Billboard Music Awards           | Melhor Duo/Grupo                                                                                 |
| 2011 | Billboard Music Awards           | Melhor Artista de Rock                                                                           |
| 2011 | Billboard Music Awards           | Melhor Artista Alternativo                                                                       |
| 2011 | Billboard Music Awards           | Melhor Álbum de Rock - A Thousand Suns                                                           |
| 2011 | Billboard Music Awards           | Melhor Álbum Alternativo - A Thousand Suns                                                       |
| 2011 | Billboard Music Awards           | Melhor Canção Alternativo - "Waiting for the End"                                                |
| 2005 | MTV Video Music Brasil           | Melhor Vídeo Internacional - "Jigga What/Faint" (com Jay-Z)                                      |
| 2002 | MTV Asia Awards                  | Melhor Ação de Rock                                                                              |
| 2008 | MTV Asia Awards                  | Bring Da House Down                                                                              |
| 2014 | World Music Awards               | Melhor Grupo do Mundo                                                                            |
| 2014 | World Music Awards               | Melhor Ação ao vivo do Mundo                                                                     |
| 2014 | World Music Awards               | Melhor Álbum do Mundo - Living Things                                                            |
| 2014 | World Music Awards               | Melhor Álbum do Mundo - Recharged                                                                |
| 2014 | World Music Awards               | Melhor Canção do Mundo - "Burn It Down"                                                          |
| 2014 | World Music Awards               | Melhor Canção do Mundo - "A Light That Never Comes"                                              |
| 2014 | World Music Awards               | Melhor Vídeo do Mundo - "Burn It Down"                                                           |
| 2014 | World Music Awards               | Melhor Vídeo do Mundo - "A Light That Never Comes"                                               |
| 2007 | Planeta Awards                   | Artista de Rock do Ano                                                                           |
| 2007 | Planeta Awards                   | O Mega Planeta do Ano - "What I've Done"                                                         |
| 2007 | Planeta Awards                   | Canção de Rock do Ano - "What I've Done"                                                         |
| 2007 | Planeta Awards                   | Canção de Rock do Ano - "Bleed It Out"                                                           |
| 2002 | MTV Video Music Awards Japan     | Melhor Novo Artista                                                                              |
| 2004 | MTV Video Music Awards Japan     | Melhor Vídeo de Rock - "Somewhere I Belong"                                                      |
| 2004 | MTV Video Music Awards Japan     | Álbum do Ano - Meteora                                                                           |
| 2005 | MTV Video Music Awards Japan     | Melhor Vídeo de Rock - "Breaking the Habit"                                                      |
| 2008 | MTV Video Music Awards Japan     | Melhor Vídeo de Rock - "What I've Done                                                           |
| 2008 | MTV Video Music Awards Japan     | Melhor Vídeo de Rock de um Filme - "What I've Done"                                              |
| 2011 | MTV Video Music Awards Japan     | Álbum do Ano - A Thousand Suns                                                                   |
| 2011 | MTV Video Music Awards Japan     | Melhor Vídeo em Grupo - "The Catalyst"                                                           |
| 2011 | MTV Video Music Awards Japan     | Melhor Vídeo de Rock - "The Catalyst"                                                            |
| 2013 | MTV Video Music Awards Japan     | Álbum do Ano - Living Things                                                                     |
| 2002 | Los Premios MTV Latinoamérica    | Melhor Artista Novo - Internacional                                                              |
| 2002 | Los Premios MTV Latinoamérica    | Melhor Artista de Rock - Internacional                                                           |
| 2003 | Los Premios MTV Latinoamérica    | Melhor Artista de Rock - Internacional                                                           |
| 2009 | Los Premios MTV Latinoamérica    | Melhor Artista de Rock - Internacional                                                           |
| 2002 | Echo Awards                      | Artista Novo Internacional do Ano                                                                |
| 2003 | Echo Awards                      | Artista/Grupo Internacional do Ano                                                               |
| 2004 | Echo Awards                      | Artista/Grupo Internacional do Ano                                                               |
| 2004 | Echo Awards                      | Grupo Internacional do Ano                                                                       |
| 2008 | Echo Awards                      | Internacional/Nacional Álbum do Ano - Minutes to Midnight                                        |
| 2015 | Echo Awards                      | Melhor Grupo de Rock/Alternativo Internacional                                                   |
| 2005 | Radio Music Awards               | Artista do Ano / Alternative and Active Rock Radio                                               |
| 2008 | NRJ Music Awards                 | Duo/Grupo Internacional do Ano                                                                   |
| 2002 | BRIT Awards                      | Melhor Artista Novo Internacional                                                                |
| 2012 | Spike Video Game Awards          | Melhor canção em um vídeo-game (Medal of Honor: Warfighter) - "Castle of Glass"                  |
| 2013 | Xbox Entertainment Awards        | Melhor Artista                                                                                   |
| 2002 | Mnet Asian Music Awards          | Melhor Artista Internacional - "Points of Authority"                                             |
| 2007 | TMF Awards                       | Melhor Banda de Rock                                                                             |
| 2007 | TMF Awards                       | Melhor Álbum - Minutes to Midnight                                                               |
| 2007 | mtvU Woodie Awards               | The Good Woodie                                                                                  |
| 2007 | mtvU Woodie Awards               | Viral Woodie - "What I've Done"                                                                  |
| 2005 | International Dance Music Awards | Melhor Canção Rock/Alternativo Dance - "Numb/Encore" (com Jay-Z)                                 |
| 2011 | International Dance Music Awards | Melhor Canção Rock/Alternativo Dance - "The Catalyst" (remix)                                    |
| 2014 | International Dance Music Awards | Melhor Canção Rock/Alternativo Dance - "A Light That Never Comes"                                |
| 2008 | People's Choice Awards           | Canção favorita em uma Trilha Sonora: Transformers: The Album - "What I've Done"                 |
| 2011 | People's Choice Awards           | Banda de Rock Favorita                                                                           |
| 2012 | People's Choice Awards           | Banda Favorita                                                                                   |
| 2013 | People's Choice Awards           | Banda Favorita                                                                                   |
| 2001 | Kerrang! Awards                  | Melhor Banda no Mundo                                                                            |
| 2001 | Kerrang! Awards                  | Melhor Single - "Crawling"                                                                       |
| 2003 | Kerrang! Awards                  | Melhor Single - "Faint"                                                                          |
| 2004 | Kerrang! Awards                  | Melhor Single - "Breaking the Habit"                                                             |
| 2007 | Kerrang! Awards                  | Melhor Vídeo - "What I've Done"                                                                  |
| 2015 | Loudwire Music Awards            | Álbum de Rock do Ano - The Hunting Party                                                         |
| 2015 | Loudwire Music Awards            | Canção de Rock do Ano - "Rebellion"                                                              |
| 2015 | Loudwire Music Awards            | Fãs mais dedicados                                                                               |
| 2015 | Loudwire Music Awards            | Melhor Vocalista do Ano - Chester Bennington                                                     |
| 2015 | Loudwire Music Awards            | Melhor Guitarrista do Ano - Brad Delson                                                          |
| 2018 | NME Awards                       | Momento Musical do Ano - Linkin Park and Friends – Celebrate Life in Honor of Chester Bennington |